# Kızılcaören, Divriği
Kızılcaören là một xã thuộc huyện Divriği, tỉnh Sivas, Thổ Nhĩ Kỳ. Dân số thời điểm năm 2011 là 52 người.